# Центральный дом офицеров (Минск)
Центральный Дом офицеров (бел. Цэнтральны Дом афіцэраў; до 11 августа 1992 года — Окружной дом офицеров) Республики Беларусь — центр армейской идеологической работы, культурно-методический центр, библиотека с фондом более 120 тысяч книг, академический ансамбль песни и танца, драматический театр, студия военных художников, курсовая сеть по изучению иностранных языков.
Памятник архитектуры советского периода. Здание построено в 1939 году. по проекту архитектора Иосифа Григорьевича Лангбарда. Охраняется государством. Расположен — в городе Минск, улица Красноармейская, дом № 3, станция метро Октябрьская, рядом с Октябрьской площадью и Александровским сквером.

## История
Начало строительства в 1934 году, окончание в 1939 году. На месте сегодняшнего Дома офицеров, с первой половины XIX века, находились Покровская (Крестовая) церковь и Архиерейское подворье. Сама Покровская церковь была построена в первой половине XIX века. В конце 1920-х годов были снесены её купола, а в 1930-х она уже перестала существовать. Некоторое время в ней находился Музей истории Белоруссии. Архитектор И. Г. Лангбард не стал разрушать эти сооружения, а использовал их стены в качестве элементов своего проекта. Покровская церковь стала частью левого крыла Дома офицеров, а бывший Архиерейский дом — центром фасадной части здания.
В феврале 1934 году состоялась торжественная закладка Дома Красной Армии. В 1936 году были сданы центральный корпус, кинозал и спортивный клуб. В 1940 году — театральный зал, рассчитанный на тысячу человек.
Новое здание удачно вписалось в ансамбль площади. Своим убранством Окружной дом Красной Армии превосходил даже Дом правительства. Для довоенного Минска здание являлось просто уникальным: четыре надземных и четыре подземных этажа, 100 комнат и залов, общей площадью, равной трём футбольным полям, лучшая по оснащению сцена в республике, первый крытый плавательный бассейн, соответствующий европейским стандартам того времени. Гимнастический зал Дома Красной Армии (так назывался Окружной дом офицеров до 1946 года) украшали монументальные панно на темы спорта «Кросс» и «Физкультурный парад», выполненные в 1941 году художником А. А. Дейнеко. На лестничной площадке была выполнена настенная роспись «Чапаев» московскими художниками Г. Рублевым и А. Гончаровым.
Во время Великой Отечественной войны большинство из предметов интерьера было вывезено оккупантами в Германию. Во время бомбёжки в самом начале войны правое крыло Дома офицеров было повреждено от упавшей бомбы, а в левом крыле здания, названного фашистами «Зольдатенгайм», были организованы кинотеатр, казино, лазарет и публичный дом для солдат и офицеров. В этой же, левой части здания, состоялась траурная церемония по убитому минскими подпольщиками гаулейтеру Вильгельму Кубе. В 1943 году, в зрительном зале Дома офицеров, подпольщиками была взорвана мощная мина. В 1944 году удалось не допустить полного уничтожения здания — советским диверсионным отрядам удалось совершив бросок через весь город, ценой героических усилий они не позволили фашистам подорвать уже заминированный Дом офицеров. Тем не менее, 3 июля 1944 года, когда Минск был уже полностью освобождён, в здании взорвалась одна из заложенных фашистами мин, что вызвало большой пожар. Огонь охватил все три этажа правого крыла здания, а в разрушенном немцами водопроводе полностью отсутствовала вода. Одну из пожарных машин быстро установили на берегу Свислочи для забора воды. До глубокой ночи пожарные и солдаты-добровольцы сражались с огнём. Даже когда прорвавшийся к городу немецкий лётчик сбросил фугасные бомбы совсем близко от Дома Красной Армии — никто не побежал в укрытие. Только в полдень 4 июля окончательно удалось ликвидировать пожар. Здание всё же удалось спасти, оно, почерневшее от огня, было одним из немногих, уцелевших в Минске.
После завершения войны, чудом уцелевший в разрушенном Минске Дом офицеров становится центром общественной и культурной жизни. В стенах здания проходили все официальные массовые мероприятия: и партийные съезды, и премьеры спектаклей белорусских театров, и детские утренники. 1 декабря 1944 года в здании открылся второй в освобожденном городе ресторан. В штат дома входили футбольная, хоккейная и баскетбольная команды.
В 1974 году Окружной дом офицеров перестраивается и обретает нынешний вид.
Сегодня в ОДО имеется кинозал на 600 мест, танцевальный зал и спортивный клуб с гимнастическим залом, залами для спортивных игр — бокса, борьбы и тяжелой атлетики. В библиотеке Дома офицеров хранятся книги с автографами М. Горького, В. Лациса, А. Толстого, А. Твардовского, Я. Купалы, Я. Коласа, П. Бровки и других писателей.
Справа от здания размещён памятник с танком на пьедестале, с надписью: «Доблестным воинам 4-й гвардейской Минской краснознамённой ордена Суворова II-й степени танковой бригады 2-го гвардейского Тацинского краснознамённого ордена Суворова II-й степени танкового корпуса вступившим первыми в город Минск 3 июля 1944 года при освобождении его от немецко-фашистских захватчиков».
Сегодня в составе Окружного Дома офицеров — центр армейской идеологической работы, военно-научное общество, культурно-методический центр, библиотека с фондом более 120 тысяч книг, академический ансамбль песни и танца, драматический театр, студия военных художников, курсовая сеть по изучению иностранных языков. В Доме офицеров работает около 250 человек.

## Фотогалерея

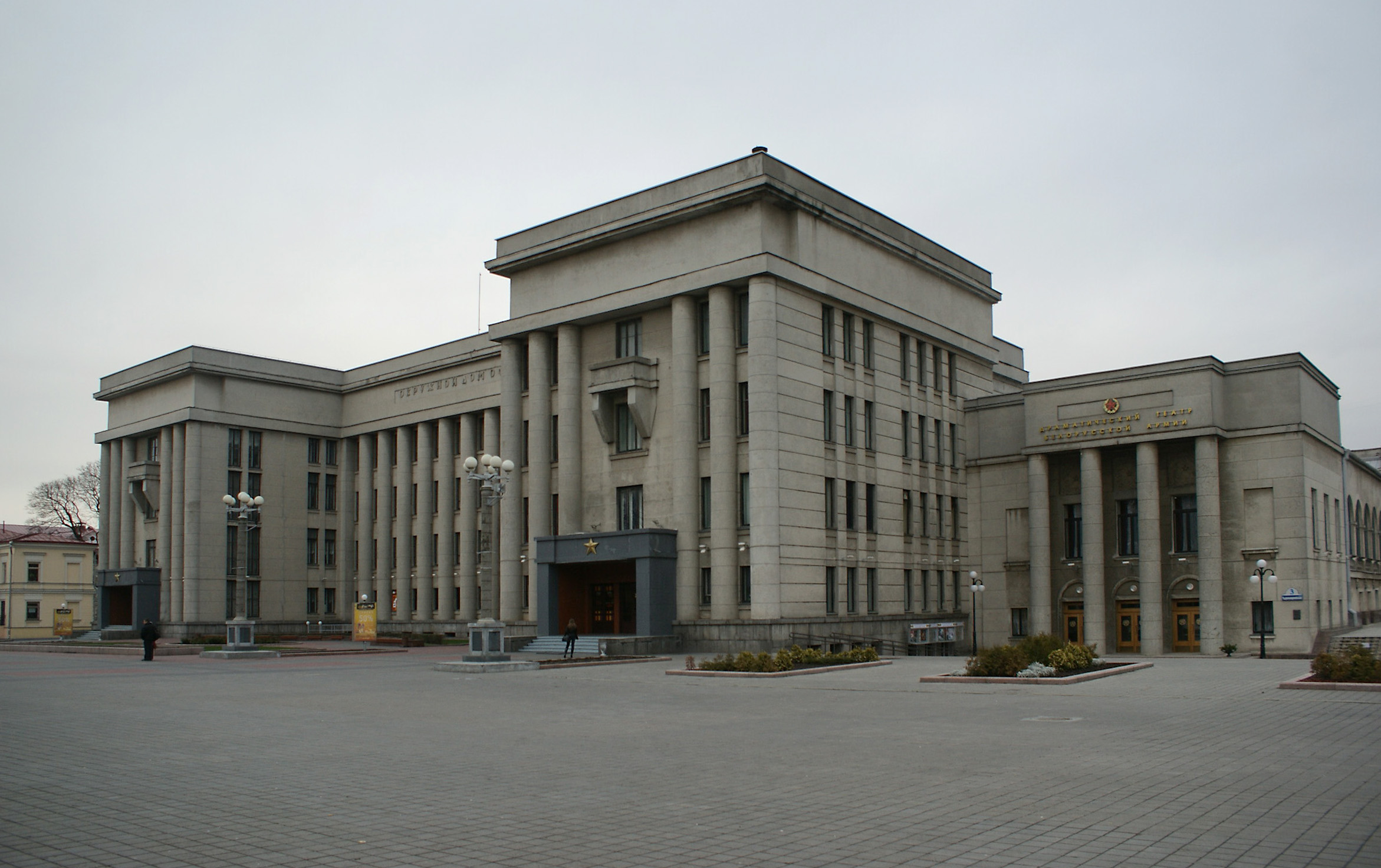
Общий вид
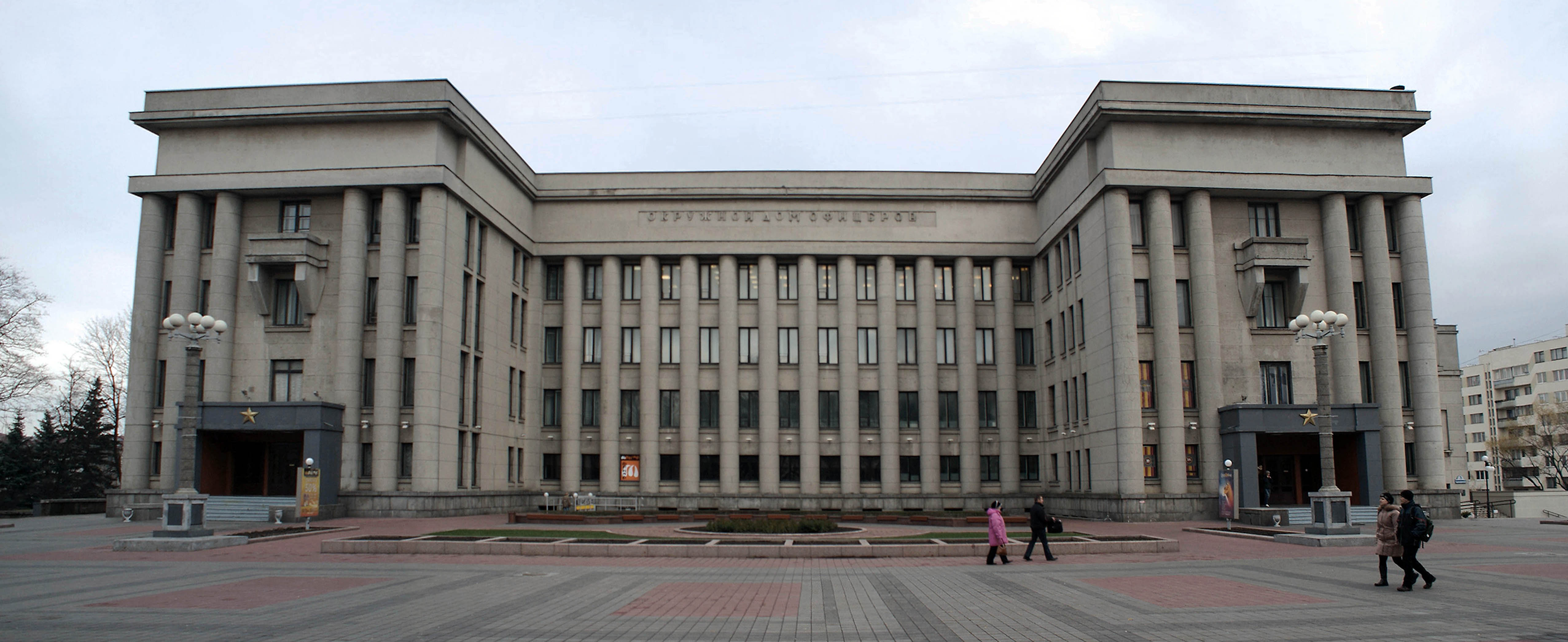
Главный фасад
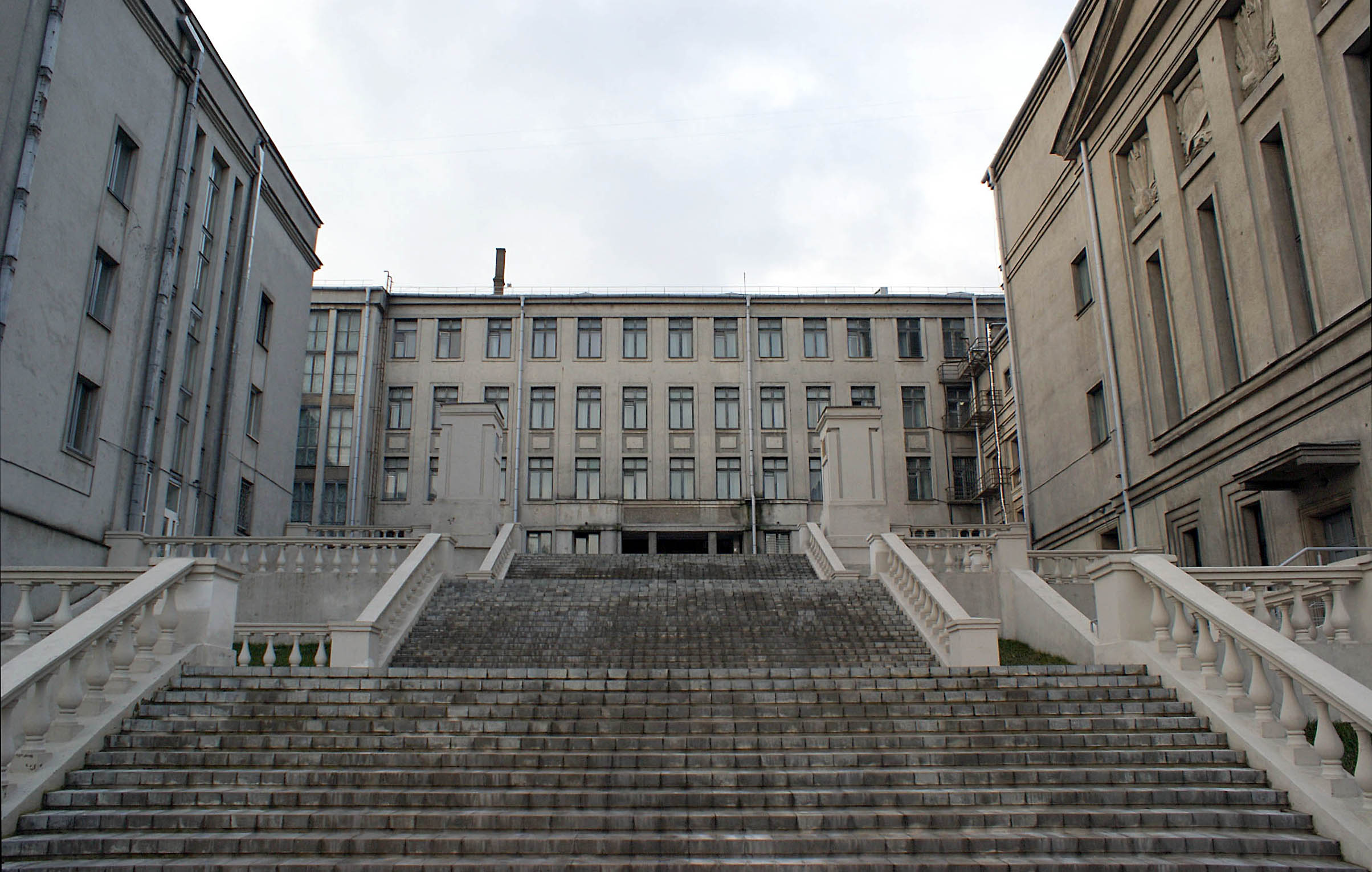
Дворовой фасад
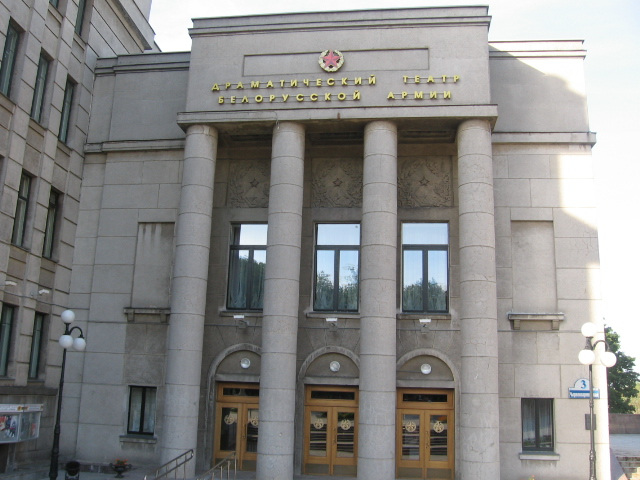
Драматический театр белорусской армии (правое крыло)

## Любопытные факты
- Накануне нападения Германии (с 21 на 22 июня 1941 г.) командование Западного особого военного округа во главе с генералом армии Дмитрием Павловым находилось в Доме офицеров на представлении оперетты «Свадьба в Малиновке»[1].

## Награды
- Специальная премия Президента Республики Беларусь деятелям культуры и искусства (31 декабря 2006 года)— за активную концертную деятельность и большую работу по патриотическому воспитанию населения[2].